# Таганрогский кожевенный завод
Таганрогский кожевенный завод — промышленное предприятие в Таганроге, один из крупнейших кожевенных заводов на Юге России.

## История завода

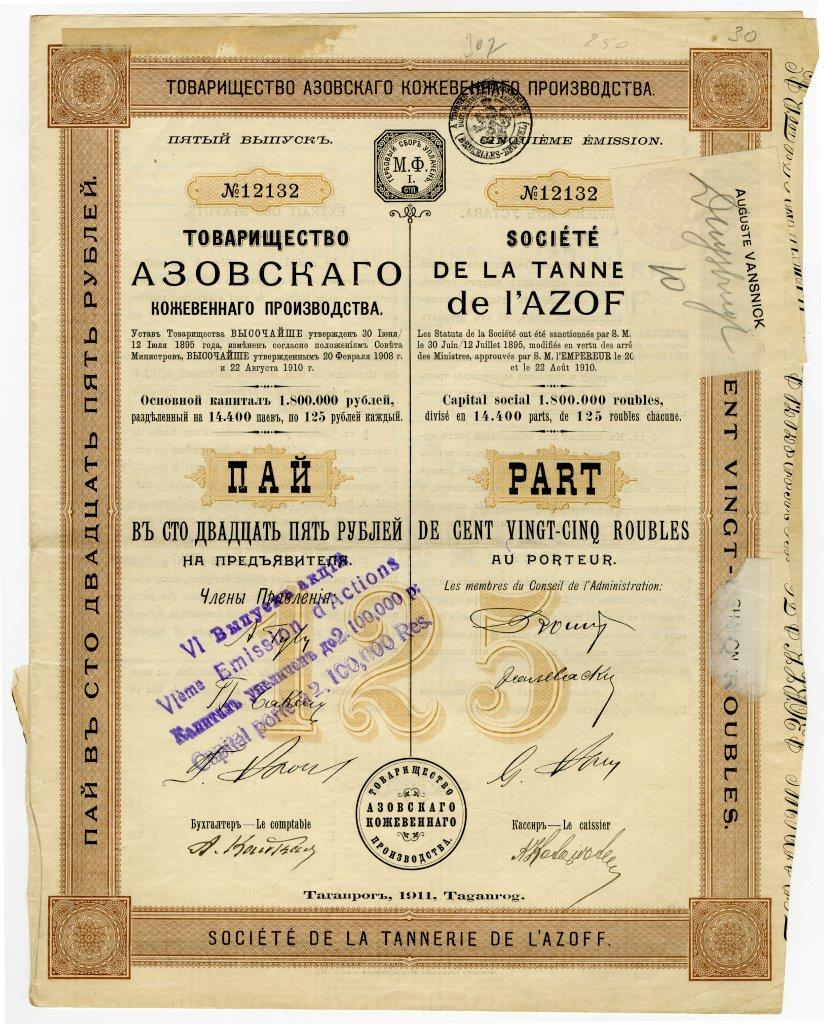
Пай в 125 руб. на предъявителя Товарищества Азовского кожевенного производства. Г. Таганрог, 1911 г.

Таганрогский кожевенный завод был основан в 1853 году. Официальный пуск состоялся в 1858 году. Первым владельцем завода был Я. М. Серебряков. С 1874 года заводом владел И. А. Скараманга. Изготовление кож производилось ручным способом в тёмных тесных помещениях. После создания в 1895 году «Товарищества Азовского кожевенного производства» началось строительство нового завода. Были выстроены основной корпус, сушильни, склады, механическая мастерская. Устроены паровое отопление, подача морской воды, затем — электроосвещение.
Через территорию завода протекает речка Малая Черепаха.
В состав «Товарищества Азовского кожевенного производства» входили И. А. Скараманга, братья И. Л. Коресси и Я. Л. Коресси, несколько бельгийских предпринимателей. В делах завода принимал участие купец Г. Х. Фельдман, построивший в 1909 году за свои средства цех для мойки и сушки шерсти.
На заводе существовала собственная фабрика по производству приводных ремней. К городу от кожевенного завода шла мощённая дорога, а в порт и на станцию была проложена железнодорожная ветка. В предреволюционные годы на заводе работало около 800 человек. Таганрогский кожзавод славился качеством своей продукции и считался одним из крупнейших на Юге России. Его изделия продавались не только по России, но и вывозились в Англию, Турцию, Грецию.

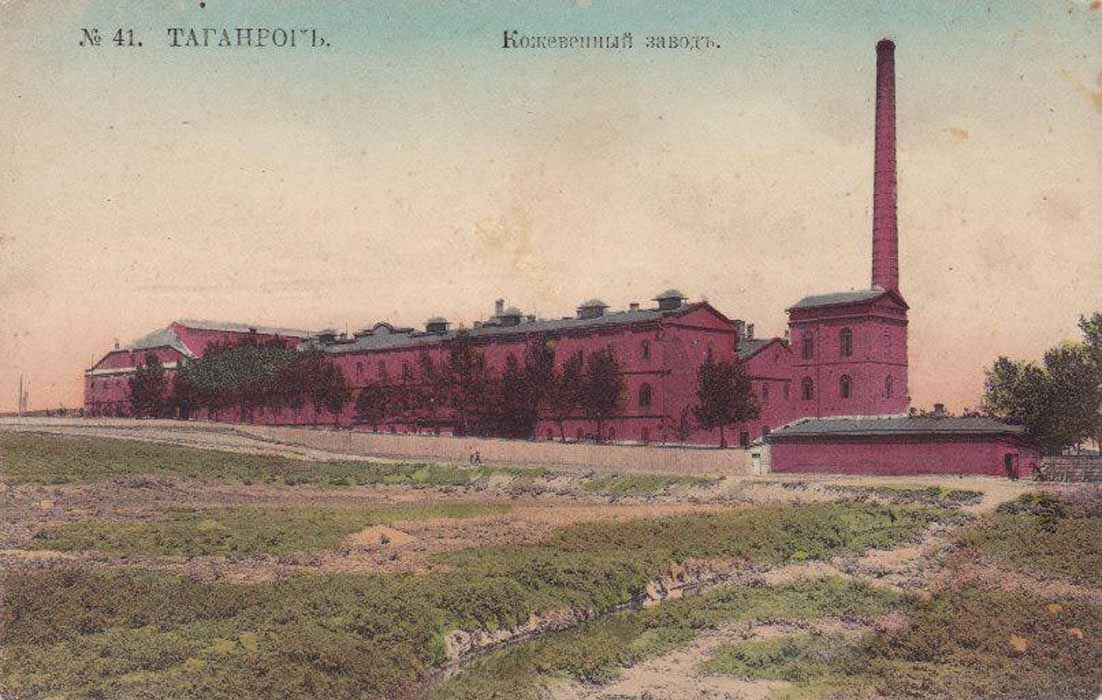
Корпуса Кожевенного завода, конец XIX века. На переднем плане видна речка Малая Черепаха

В 1917 году владельцами кожевенного завода была открыта начальная двухклассная школа. Школу открыли в доме барачного типа на улице Подгорной, неподалёку от завода. В школу принимали мальчиков и девочек от 6 лет, которых обучали элементарным азам грамотности. Начавшиеся вскоре политические события не раз прерывали занятия.
В 1920 году кожевенный завод был национализирован и стал именоваться как Кожзавод № 1. В 1922 году на его базе был создан «Севкавгоскожобувькомбинат» с присоединением к нему кожзавода № 2 и двух майкопских заводов. В ноябре 1923 года завод был награждён орденом Трудового Красного Знамени за первый выпущенный миллион пар обуви для Красной Армии.
В 1930-е годы Кожзавод № 1 вновь стал самостоятельным предприятием, где работало более 1500 человек и выпускалось около 7 тысяч тонн кожи, более 220 тысяч пар обувного кроя, 210 тысяч погонных метров ремней швейных.
Во время войны, после возвращения из эвакуации в октябре 1943 года, была изготовлена первая партия кожи. В 1946 году заводу было вручено на вечное хранение переходящее Красное знамя Государственного Комитета обороны СССР.
С 1950-х годов началась реконструкция, но особенно крупные изменения произошли в 1970-е: строились новые корпуса, благоустраивалась территория. Продолжалось развитие предприятия и в последний период. Таганрогский кожевенный завод располагал производственными мощностями для переработки всех видов кожсырья. При изготовлении продукции используются импортное и отечественное оборудование, современные технологические процессы и химические материалы. Имел возможность выпускать продукцию широкого ассортимента: тонкий эластичный хром, юфть, жесткие кожи, шорно-седельные, сыромятные, велюр, заготовки для кожгалантерейных изделий, муку кормовую, клей мездровой и многое другое. Завод имел свой дом отдыха на Чёрном море.
В конце 1990-х годов по различным экономическим причинам предприятие переживало значительный спад производства.

## Современное состояние завода
В 1994 году Таганрогский кожевенный завод акционировался. В марте 2003 года произошла смена собственника и к управлению пришла команда молодых бизнесменов, после чего завод освоил выпуск около 40 видов кожевенной продукции.
В 2010 году завод был оштрафован Арбитражным судом Ростовской области за работу без лицензии по иску прокуратуры Таганрога.
Судя по последней версии официального сайта завода, предприятие производило более 50 видов кожевенной продукции, в том числе хром гидрофобный, юфть термоустойчивую, нубук, юфть шорно-седельную, ременные кожи, кожу для низа обуви, спилки покрывного и барабанного крашения.
В 2007-2008 годах на заводе была проведена реконструкция очистных сооружений, расположенных на территории завода со времен СССР: внедрено новое оборудование, установлена новая насосная станция, современная станция высадки хрома. Пропускная способность очистных сооружений завода после реконструкции позволяет безболезненную для экологии Таганрога переработку не только заводских стоков, но и части городских отходов. Новая энергосберегающая технология применена и в котельной с введением в строй в 2011 году современной линии химводоочистки. Был построен новый отделочный цех, оснащенный современным итальянским оборудованием таких производителей, как Bergi, Poletto, Bauch, Masconi.
В 2011 году в целях расширения и оптимизации производства было принято решение о сотрудничестве с кущевским предприятием ЗАО «Лайка», руководителем которого является итальянский потомственный кожевник Франческо Коголо.
В январе 2014 года стало известно, что собственники Таганрогского кожзавода планируют перенести производство на Кубань, в станицу Кущевскую Краснодарского края. Причиной данного шага акционеров послужила дороговизна коммунальных услуг в Таганроге по сравнению с Кущевской. Собственники планируют реализовать на освобожденной площадке девелоперский проект, причём специалисты считают этот вариант перспективным при условии развития дорожной инфраструктуры. На сайте Агентства инвестиционного развития Ростовской области был опубликован Паспорт инвестиционной площадки «Территория ОАО „Таганрогский кожевенный завод“», в котором было указано, что предложением по использованию площадки является комплексная жилая застройка.
В апреле 2015 года Российский аукционый дом объявил о проведении 25 июня 2015 года аукциона по продаже имущественного комплекса ОАО «Таганрогский кожевенный завод». На продажу с начальной ценой 650 миллионов рублей будет выставлен комплекс, включающий в себя семь земельных участков общей площадью 22,9 га с производственными зданиями общей площадью 50,7 тыс. м². Пресс-релиз аукционного дома утверждает, что на данной территории будущий собственник сможет построить около 198,5 тыс. м² жилья и около 12 тыс. м² коммерческих площадей. Имеются подключения ко всем необходимым инженерным коммуникациям. По мнению продавца, на месте завода может быть возведён новый жилой район с численностью населения 6617 человек. Район сможет включать, по предварительным эскизным проработкам, многоэтажные жилые дома (7-12 этажей) площадью 96 621 квадратных метров, среднеэтажные жилые дома (5-7 этажей) площадью 43 344 квадаратных метров, малоэтажные жилые дома (2-4 этажа) площадью 38 117 квадаратных метров, блокированную жилую застройку (88 участков от 2 до 5 соток) площадью 11 440 квадаратных метров и объекты индивидуальной жилой застройки (40 участков от 6 до 8 соток) площадью 9 000 квадаратных метров.
В августе 2015 года Российским аукционым домом было объявлено о снижении первоначальной стоимости объекта на 200 миллионов. Торги были назначены на 15 октября 2015 года. Место проведения — Санкт-Петербург.
В сентябре 2015 года была предпринята попытка признать производственные цеха прекратившего своё существование кожевенного завода объектом культурного наследия с включением в единый государственный реестр. Из министерства культуры пришел ответ, что в соответствии с п. 3 ст. 16.1 Федерального закона от 25.06.2002 №73-ФЗ «Об объектах культурного наследия (памятников истории и культуры) народов Российской Федерации» будет организована работа «по установлению историко-культурной ценности объекта, обладающего признаками культурного наследия, с целью принятия решения о включении его в специальный перечень объектов культурного наследия».